# Jens Lurås Oftebro
Jens Christian Lurås Oftebro (* 21. Juli 2000 in Oslo) ist ein norwegischer Nordischer Kombinierer. Seine bisher größten Erfolge sind die Goldmedaille im Teamwettbewerb bei den Olympischen Winterspielen 2022 und der Gewinn des Weltmeistertitels im Teamwettbewerb bei den Nordischen Skiweltmeisterschaften 2021 in Oberstdorf.

## Werdegang
Sein Debüt im Continental Cup der Nordischen Kombination gab Oftebro am 7. Januar 2017 in Høydalsmo. In einem Wettkampf nach der Gundersen-Methode von der Normalschanze mit einer sich daran anschließenden Langlaufdistanz über zehn Kilometer belegte er den 25. Rang. Einen Tag später erzielte er im zweiten Wettkampf in Høydalsmo den 33. Platz. Bei den Nordischen Junioren-Skiweltmeisterschaften 2017 im US-amerikanischen Soldier Hollow war ein sechster Platz im Teamwettkampf, den er gemeinsam mit Kaspar Moen Flatla, Lars Ivar Skårset und Einar Lurås Oftebro erzielte, sein bestes Ergebnis. In den Einzelwettkämpfen erreichte er den 17. und 25. Rang. Am Ende der Saison 2016/17 wurde er 90. der Gesamtwertung.
Im Sommer 2017 trat er zu drei Wettbewerben im Rahmen des Grand Prix der Nordischen Kombination an. Beste Resultate waren zwei 30. Plätze, womit er 65. in der Gesamtwertung wurde. Am 20. Januar 2018 erzielte er in Rena als Dritter seine erste Podiumsplatzierung im Continental Cup. Bei den Nordischen Junioren-Skiweltmeisterschaften 2018 gewann er zusammen mit Simen Kvarstad, Andreas Skoglund und Einar Lurås Oftebro die Bronzemedaille. Am 10. März 2018 trat er in Oslo erstmals zu einem Wettbewerb im Rahmen des Weltcups an und konnte dabei auf Anhieb seine ersten vier Weltcup-Punkte erzielen. In der Weltcup-Gesamtwertung belegte er damit 63. Platz, im Continental Cup erreichte er Rang 28.
Am ersten Weltcup-Wochenende 2018/19 in Lillehammer verpasste er zunächst zweimal die Punkteränge, ehe er am dritten Wettkampftag erneut vier Punkte gewinnen konnte. Dennoch wurde Oftebro wieder in den Continental Cup zurückgestuft, wo er jedoch mit zwei Siegen in Klingenthal wieder auf sich aufmerksam machte. Nachdem er Mitte Januar in Val di Fiemme den siebzehnten Rang im Weltcup erreicht hatte, ging Oftebro als Mitfavorit zu den Nordischen Junioren-Skiweltmeisterschaften 2019 im finnischen Lahti. Tatsächlich gewann er im Sprint die Bronzemedaille hinter Julian Schmid und Johannes Lamparter, wohingegen er im Einzelwettkampf von der Normalschanze und über zehn Kilometer die Medaillenränge als Sechster verpasste. Gemeinsam mit Aleksander Skoglund, Kasper Moen Flatla und Andreas Skoglund wurde er zudem mit der Staffel Zweiter. Anfang März erreichte Oftebro sein bis dato bestes Ergebnis, als er in Oslo den sechsten Platz im Weltcup erreichte. In der Weltcup-Gesamtwertung belegte er den 40. Platz.
Nachdem Oftebro zunächst nicht am Grand Prix im Sommer 2019 teilgenommen hatte, wurde er schließlich für die letzten beiden Wettbewerbe in Planica nominiert. Dort zeigte er sich in einer starken Frühform und erreichte beim zweiten Wettkampf als Dritter das Podest. Zu Beginn des Winters wurde er bei den norwegischen Meisterschaften Vizemeister im Gundersen Einzel. Starke Leistungen konnte er auch wenige Tage später beim Weltcup-Auftakt in Ruka erbringen, wo er bei allen drei Wettbewerben den dritten Rang belegte und sich so in der Weltspitze festsetzte. Daraufhin wurde er zum FIS Athleten der Woche ernannt. Im weiteren Saisonverlauf erzielte Oftebro konstant Top-Ergebnisse. Auch in Oberstdorf Ende Januar 2020 lieferte er überzeugende Leistungen ab. Zunächst gewann er gemeinsam mit Espen Bjørnstad, Jørgen Graabak und Jarl Magnus Riiber den Staffelwettbewerb, ehe er tags darauf als Zweiter sein bis dato bestes Karriereresultat einfuhr. Als Topfavorit ging Oftebro Anfang März 2020 bei den Nordischen Junioren-Skiweltmeisterschaften 2020 in Oberwiesenthal an den Start, wo er den Erwartungen gerecht wurde. So ging er als Führender mit einem Vorsprung von 52 Sekunden auf die Loipe, auf der er seinen Konkurrenten keine Chance ließ und Juniorenweltmeister vor dem Vorjahressieger Johannes Lamparter und Gaël Blondeau wurde. An den weiteren Wettkämpfen der Junioren-WM nahm er nicht mehr teil, um stattdessen zum Weltcup-Zirkus zurückzukehren. Nur drei Tage nach Gewinn des Juniorenweltmeistertitels schloss er die Saison mit dem zwölften Rang in Oslo sowie auf dem vierten Platz in der Weltcupgesamtwertung ab.
Bei den norwegischen Sommer-Meisterschaften 2020 in Lillehammer gewann Oftebro seine ersten beiden Meistertitel. Am ersten Wettkampfwochenende der Weltcup-Saison 2020/21 in Ruka präsentierte sich Oftebro wie im Vorjahr in bestechender Frühform. So belegte er im Gundersen Einzel über die Sprintdistanz den dritten Rang, ehe er am zweiten Wettkampftag nach einem Sturz im Sprungdurchgang noch auf den zehnten Rang vorlief. Beim dritten Wettbewerb der Ruka Tour profitierte er von der Absage des Sprungdurchgangs, sodass der provisorische Wettkampfdurchgang, bei dem er Zweiter und Topfavorit Jarl Magnus Riiber disqualifiziert wurde, herangezogen wurde. Im Rennverlauf bildete sich eine Spitzengruppe um Manuel Faißt, Fabian Rießle und Johannes Lamparter heraus, die den Abstand zu den Verfolgern zu verteidigen wusste und daher den Sieg unter sich ausmachen konnte. Am letzten Anstieg setzte Oftebro schließlich die entscheidende Attacke und holte seinen ersten Weltcup-Sieg vor Rießle und Faißt.

## Sonstiges
Sein Bruder Einar ist ebenfalls Nordischer Kombinierer. Zusammen mit ihm erhielt er im September 2019 ein Talentstipendium der SpareBank 1 Østlandet.

## Erfolge

### Weltcup-Siege im Einzel
| Nr. | Datum             | Ort         | Disziplin                 |
| --- | ----------------- | ----------- | ------------------------- |
| 1.  | 29. November 2020 | Ruka        | Gundersen Großschanze     |
| 2.  | 3. Dezember 2022  | Lillehammer | Gundersen Normalschanze   |
| 3.  | 27. Januar 2023   | Seefeld     | Gundersen Normalschanze 1 |
| 4.  | 11. Februar 2023  | Schonach    | Gundersen Normalschanze   |
| 5.  | 24. November 2023 | Ruka        | Compact Großschanze       |
| 6.  | 18. Januar 2025   | Schonach    | Gundersen Normalschanze   |
| 7.  | 1. Februar 2025   | Seefeld     | Gundersen Normalschanze   |

### Weltcup-Siege im Team
| Nr. | Datum            | Ort           | Disziplin                     |
| --- | ---------------- | ------------- | ----------------------------- |
| 1.  | 25. Januar 2020  | Oberstdorf    | Staffel Großschanze 1         |
| 2.  | 4. Dezember 2021 | Lillehammer   | Staffel Normalschanze 1       |
| 3.  | 7. Januar 2022   | Val di Fiemme | Mixed-Staffel Normalschanze 2 |
| 4.  | 26. Februar 2022 | Lahti         | Teamsprint Großschanze 3      |
| 5.  | 6. Januar 2023   | Otepää        | Mixed-Staffel Normalschanze 4 |
| 6.  | 2. März 2024     | Lahti         | Teamsprint Großschanze 3      |
| 7.  | 16. März 2024    | Trondheim     | Mixed-Staffel Normalschanze 4 |

### Grand-Prix-Siege im Einzel
| Nr. | Datum             | Ort        | Disziplin               |
| --- | ----------------- | ---------- | ----------------------- |
| 1.  | 3. September 2022 | Tschagguns | Gundersen Normalschanze |

### Continental-Cup-Siege im Einzel
| Nr. | Datum          | Ort         | Disziplin             |
| --- | -------------- | ----------- | --------------------- |
| 1.  | 4. Januar 2019 | Klingenthal | Gundersen Großschanze |
| 2.  | 5. Januar 2019 | Klingenthal | Gundersen Großschanze |

## Statistik

### Weltcup-Platzierungen
| Saison  | Platz | Punkte |
| ------- | ----- | ------ |
| 2017/18 | 63.   | 0007   |
| 2018/19 | 40.   | 0058   |
| 2019/20 | 04.   | 0790   |
| 2020/21 | 08.   | 0491   |
| 2021/22 | 06.   | 0618   |
| 2022/23 | 02.   | 1313   |
| 2023/24 | 06.   | 1005   |

### Grand-Prix-Platzierungen
| Saison | Platz | Punkte |
| ------ | ----- | ------ |
| 2017   | 65.   | 002    |
| 2019   | 16.   | 100    |
| 2022   | 07.   | 150    |
| 2023   | 30.   | 056    |
| 2024   | 06.   | 136    |

### Continental-Cup-Platzierungen
| Saison  | Platz | Punkte |
| ------- | ----- | ------ |
| 2016/17 | 90.   | 009    |
| 2017/18 | 28.   | 161    |
| 2018/19 | 18.   | 200    |